# Lamproit

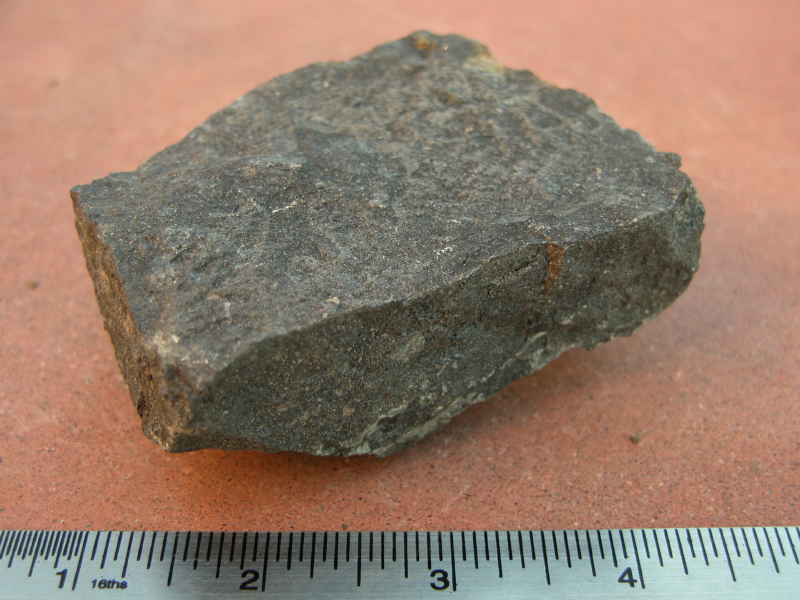
Photo eines Lamproit-Handstücks

Lamproite sind porphyrische dunkelgraue Gesteine, die zur Gruppe I der ultrapotassischen Gesteine gehören. Ihr Ursprungsort ist der Obere Erdmantel. In ihrer chemischen Zusammensetzung weisen sie niedrige Gehalte an Al2O3, CaO und Na2O auf, ihre MgO-Gehalte sind relativ hoch. Sie besitzen ein hohes K2O/Al2O3-Verhältnis und extrem angereicherte inkompatible Elemente. Anhand ihrer mineralogischen Zusammensetzung können mehrere Unterarten unterschieden werden.

## Etymologie
Lamproit leitet sich von griech. λαμπρός ‚hell, glänzend‘ ab. Diese Eigenschaft bezieht sich auf die Reflektivität des für diese Gesteine charakteristischen Glimmerminerals Phlogopit.

## Auftreten
Lamproite bilden vulkanische Ablagerungen (Aschenkegel, Pyroklastite) oder in geringer Tiefe erstarrte subvulkanische Vulkanschlote, Diatreme, Gänge und Lagergänge. Eng verwandte Gesteine sind Kimberlit, Orangeit sowie Lamprophyr.
Lamproite verwittern gewöhnlich zu Talk und Carbonaten oder zu Serpentin, Chlorit und Magnetit. Auch Quarz und Zeolithe können sich bei ihrer Zersetzung bilden.

## Vorkommen
Lamproite sind räumlich weit verbreitet, in ihrem Volumen jedoch so gut wie insignifikant. Im Unterschied zu Kimberliten, die praktisch nur auf Kratonen des Archaikums vorkommen, können Lamproite ab dem Archaikum in allen Zeitstufen nachgewiesen werden (Proterozoikum, Paläozoikum, Mesozoikum und Tertiär). Das jüngste bekannte Vorkommen stammt aus dem Pleistozän und ist 56.000 ± 5.000 Jahre alt.

## Mineralogische Zusammensetzung
Zur Klassifizierung von Lamproiten wird nach Mitchell und Bergman (1991) die Anwesenheit folgender Mineralphasen als Hauptbestandteile benützt, welche jedoch in ihrem jeweiligen Volumenanteil großen Schwankungen ausgesetzt sein können (5 bis 90 Volumenprozent):
- charakteristisch für Lamproite ist ein meist deutlicher Anteil an titanreichen (2 bis 10 Gewichtsprozent TiO2) und aluminiumarmen (5 bis 12 Gewichtsprozent Al2O3) Phlogopit-Phänokristallen.
- in der Grundmasse tritt titanhaltiger (5 bis 10 Gewichtsprozent TiO2) poikilitischer Tetraferriphlogopit auf
- titanhaltiger (3 bis 5 Gewichtsprozent TiO2) Kalium-führender (4 bis 6 Gewichtsprozent K2O) Richterit
- Forsterit-reicher Olivin (Fo87-94)
- aluminiumarmer (< 1 Gewichtsprozent Al2O3) und natriumarmer (< 1 Gewichtsprozent Na2O) Diopsid
- nicht-stöchiometrischer, eisenreicher Leucit (1 bis 4 Gewichtsprozent Fe2O3)
- eisenreicher Sanidin (gewöhnlich 1 bis 5 Gewichtsprozent Fe2O3).

Die mineralogische Zusammensetzung variiert jedoch in sehr weiten Grenzen, so dass jedes dieser Minerale modal überwiegen kann und andere fehlen können. Nicht alle Mineralphasen müssen vorhanden sein, um ein Gestein als Lamproit zu klassifizieren. Ein jedes der angeführten Minerale kann vorherrschen und im Verbund mit ein bis zwei anderen Komponenten reicht dies für eine korrekte petrografische Bezeichnung vollkommen aus. Beispiel: Leucit-Richterit-Lamproit hat Richterit als Haupt- und Leucit als Nebenkomponente.
In geringeren Mengen treten neben Apatit, Chromit (Mg), Enstatit, Ilmenit, Magnetit und Titanit Spurenminerale wie Priderit, Wadeit, Perowskit, Thorit, Chayesit und Zirkon auf. Sehr Selten sind Shcherbakovit, Armalcolit, Jeppeit, Perrierit-Chevkinit. In einigen Lamproiten findet sich zudem Diamant, der als Mantelxenokristall angesehen werden kann.
Die Lamproitminerale besitzen außer Phlogopit eine nur minimale chemische Variationsbreite. Ihre chemische Zusammensetzung ist aber dennoch für die jeweiligen Vorkommen charakteristisch. Eigenartigerweise sind Lamproitglimmer recht arm an Barium, obwohl der Barium-Gehalt sehr hoch ist.
Als Sekundärminerale fungieren Analcim (sehr häufig, ersetzt Leucit und Sanidin), Carbonat, Chlorit, Zeolithe und Baryt. Olivine werden meist von Serpentin, Iddingsit, Carbonat oder Quarz pseudomorphosiert. Auch frischer Leucit kommt nur selten vor – er wird von Sanidin, Analcim, Quarz, Zeolith oder Carbonat pseudomorph ersetzt.
Folgende Minerale sind mit Lamproiten unverträglich: primär gebildeter Plagioklas, Melilith, Monticellit, Kalsilit, Nephelin, natriumreicher Alkalifeldspat, aluminiumreicher Augit, Sodalith, Nosean, Hauyn, Melanit, Schorlomit und Kimzeyit. All diese Minerale sind aber charakteristisch für die Gruppe II und die Gruppe III der ultrapotassischen Gesteine.
Die Mineralogie von Lamproiten wird von ihrer eigenartigen geochemischen Zusammensetzung beherrscht – mit einer Vormacht an seltenen Silicium-untersättigten und seltenen aus dem Erdmantel stammenden Mineralen.

### Unterschied zu Kimberliten
Die Unterschiede gegenüber Kimberliten lassen sich wie folgt zusammenfassen:
- Lamproite enthalten Glas
- Kaliumreicher Richterit tritt in der Grundmasse auf
- Lamproit-Glimmer sind angereichert an Ti, Fe und Na, aber abgereichert in Al
- Diopside in der lamproitischen Grundmasse sind titanreicher
- Calcit fehlt fast vollständig in Lamproiten

Olivinreiche Lamproite zeigen aber dennoch Ähnlichkeiten zu den Kimberliten der Gruppe II.

## Geochemische Zusammensetzung

### Kriterien
Lamproite unterliegen folgenden chemischen Kriterien:
- ihr Molekularquotient K2O/Na2O > 3, sie sind somit ultrapotassisch
- ihr Molekularquotient K2O/Al2O3 > 0,8, meistens sogar > 1
- ihr Molekularquotient (K2O + Na2O)/Al2O3 ist typischerweise > 1 und sie sind somit peralkalisch.

Als Konzentrationen sind für Lamproite charakteristisch:
- FeO und CaO: < 10 Gewichtsprozent
- TiO2: 1 bis 7 Gewichtsprozent
- Ba: > 2000 ppm und gewöhnlich > 5000 ppm
- Sr: > 1000 ppm
- Zr: > 500 ppm
- La: > 200 ppm.

### Hauptelemente
Die angeführten Analysetabellen sollen die geochemische Zusammensetzung von Lamproiten verdeutlichen:
| Oxid Gew. % | Durchschnitts- Lamproit | Sisco- Lamproit | Orciatico- Orendit | Montecatini- Orendit | Gaußberg | Leucite Hills | Smoky Butte |
| ----------- | ----------------------- | --------------- | ------------------ | -------------------- | -------- | ------------- | ----------- |
| SiO2        | 53,30                   | 56,74           | 56,90              | 58,50                | 52,20    | 52,70         | 53,50       |
| TiO2        | 3,00                    | 2,27            | 1,42               | 1,37                 | 3,50     | 2,40          | 5,60        |
| Al2O3       | 9,10                    | 10,84           | 11,25              | 12,61                | 10,10    | 10,80         | 9,80        |
| Fe2O3       |                         |                 | 2,00               | 3,25                 | 0,81     |               |             |
| FeO         | 6,30                    | 2,42            | 2,92               | 2,84                 | 6,10     | 5,10          | 5,40        |
| MnO         | 0,10                    | 0,06            | 0,08               | 0,10                 | 0,09     | 0,09          | 0,12        |
| MgO         | 12,10                   | 6,63            | 8,29               | 7,15                 | 8,20     | 8,40          | 7,40        |
| CaO         | 5,80                    | 3,12            | 4,40               | 3,74                 | 4,70     | 6,70          | 6,40        |
| Na2O        | 1,40                    | 1,02            | 1,36               | 1,20                 | 1,70     | 1,30          | 1,50        |
| K2O         | 7,20                    | 10,73           | 7,68               | 7,91                 | 11,90    | 10,40         | 7,40        |
| P2O5        | 1,30                    | 0,67            | 0,70               | 0,92                 | 1,50     | 1,50          | 1,70        |
| LOI         | 2,70                    | 2,09            | 3,16               | 2,43                 |          |               |             |
| Mg#         | 0,79                    | 0,82            |                    | 0,72                 | 0,73     | 0,77          | 0,73        |
| K/Na        | 3,38                    | 6,90            | 3,72               | 4,33                 | 4,61     | 5,26          | 3,25        |
| K/Al        | 0,86                    | 1,07            | 0,74               | 0,68                 | 1,28     | 1,04          | 0,82        |
| (Na + K)/Al | 1,11                    | 1,22            | 0,94               | 0,84                 | 1,56     | 1,24          | 1,07        |

Bei den Hauptelementen bestehen Lamproite zu etwa 45-55 (bis maximal 61) Gewichtsprozent aus Siliciumdioxid und sind daher als mafisch bis intermediär einzustufen. Zudem haben sie einen sehr hohen Kalium-Anteil von 6 bis 8, gelegentlich bis 12 Gewichtsprozent K2O; sie sind somit ultrapotassisch und gehören deshalb zur Gruppe der Alkaligesteine. Kennzeichnend ist ein sehr hohes Verhältnis von Kalium zu Natrium. Die Gehalte an Eisen, Calcium und Titan können bedeutend sein.

### Spurenelemente
| Spurenelemente ppm | Durchschnitts- Lamproit | Sisco- Lamproit | Orciatico- Orendit | Montecatini- Orendit | Gaußberg | Leucite Hills | Smoky Butte |
| ------------------ | ----------------------- | --------------- | ------------------ | -------------------- | -------- | ------------- | ----------- |
| Cr                 | 580                     | 340             | 500                | 380                  | 310      | 460           | 501         |
| Ni                 | 420                     | 230             | 280                | 140                  | 230      | 253           | 344         |
| Zn                 |                         |                 | 80                 | 90                   | 100      |               |             |
| Rb                 | 272                     | 318             | 612                | 792                  | 300      | 253           | 102         |
| Sr                 | 1530                    | 640             | 577                | 421                  | 1830     | 2840          | 3160        |
| Zr                 | 922                     | 1040            | 749                | 491                  | 1000     | 1440          | 1660        |
| Ba                 | 5120                    | 1460            | 1400               | 1370                 | 5550     | 6600          | 9810        |
| Ce                 | 400                     | 367             | 352                | 206                  | 420      | 427           | 774         |
| Nd                 | 207                     | 146             | 193                | 133                  | 150      | 166           | 304         |
| Sm                 | 24                      | 19,1            | 26,9               | 23,5                 | 19       | 21            | 36          |
| Hf                 | 39                      | 32,1            | 21,4               | 13,4                 |          |               | 64          |
| Th                 | 46                      | 37,9            | 119                | 112                  | 30       |               | 6,5         |

Charakteristisch bei den Spurenelementen sind hohe Konzentrationen an Chrom und Nickel.

### Isotopenverhältnisse

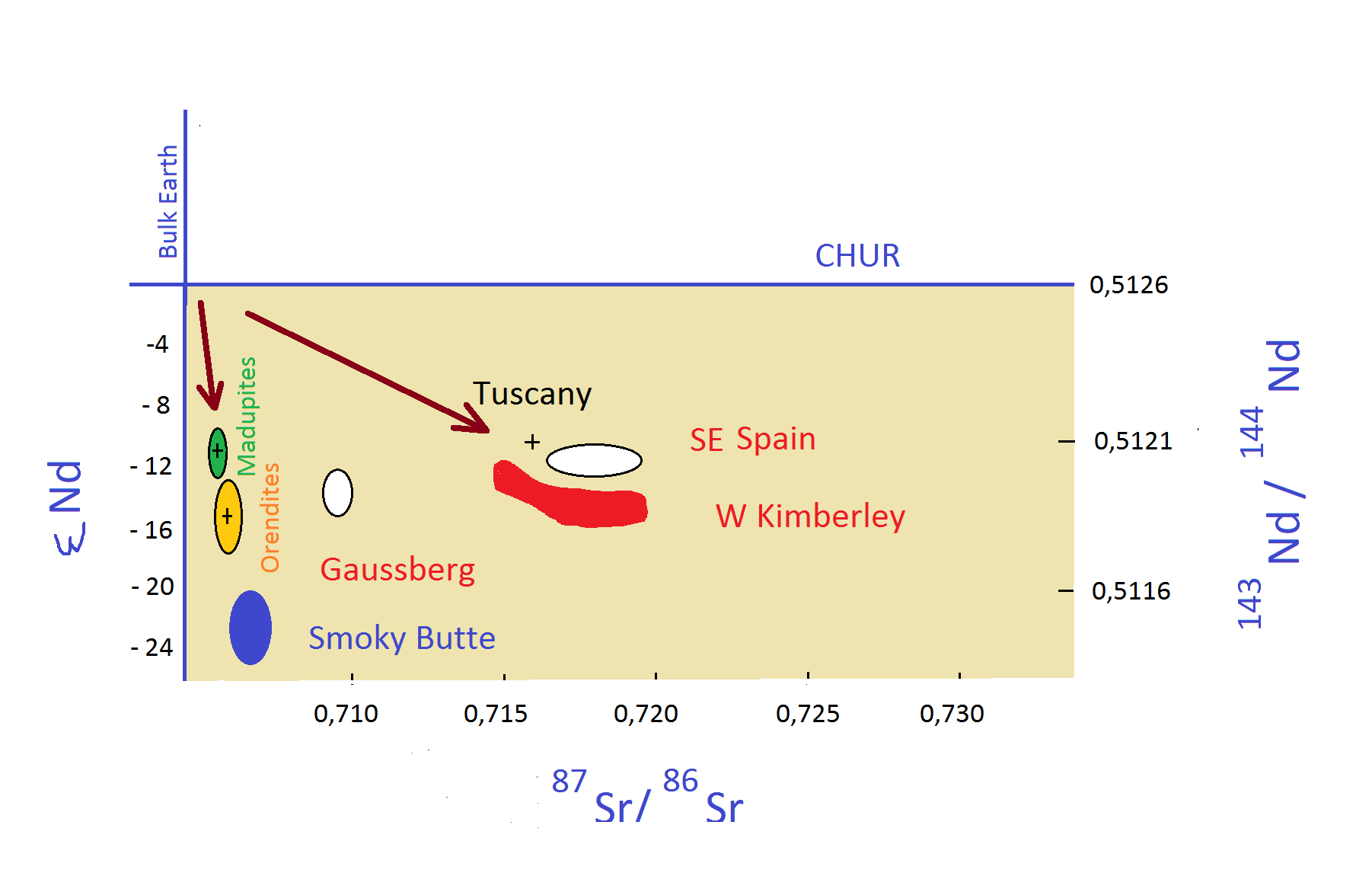
Neodym-Strontium-Isotopendiagramm mit der Position verschiedener Lamproite

Folgende Initialverhältnisse wurden für die Radioisotopen von Sr, Nd und Pb ermittelt:
| Isotopen    | Sisco    | Orciatico | Montecatini   | Leucite Hills   | Smoky Butte     |
| ----------- | -------- | --------- | ------------- | --------------- | --------------- |
| 87Sr/86Sr   | 0,71227  | 0,7160    | 0,71580       | 0,70563-0,70591 | 0,70587-0,70633 |
| 143Nd/144Nd | 0,512149 | 0,51210   | 0,51209       | 0,51188-0,51208 | 0,51128-0,51143 |
| 206Pb/204Pb | 18,786   | 18,697    | 18,624-18,670 | 17,273-17,583   | 16,025-16,146   |
| 207Pb/204Pb | 15,692   | 15,698    | 15,638-15,642 | 15,482-15,504   | 15,190-15,218   |
| 208Pb/204Pb | 39,181   | 39,062    | 38,947-38,965 | 37,280-37,523   | 36,195-36,680   |

Im Isotopendiagramm 143Nd/144Nd gegenüber 87Sr/86Sr kommen Lamproite im angereicherten Quadranten zu liegen, zeigen aber eine sehr weit verstreute Verteilung. Generell lassen sich zwei Trends erkennen: ein steiler, an 87Sr/86Sr verarmter Trend und ein flacher Trend in Richtung 87Sr/86Sr–reicher Krustenkomponente. Am steilen Trend liegen die Orendite und Madupite der Leucite Hills und die Lamproite vom Smoky Butte, wobei Smoky Butte extrem an ϵ Nd und an den Bleiisotopen abgereichert ist. Dem flachen Trend folgen die Lamproite der Toskana, Südostspaniens und Westaustraliens (West Kimberley). Der Lamproit vom Gaußberg in der Antarktis nimmt eine Mittlerstellung ein.

## Neubezeichnungen
Lamproite besaßen eine Vielzahl historischer Gesteinsnamen, die meist auf ihre jeweilige Typlokalität Bezug nahmen, petrologisch aber von minimaler Aussagekraft waren. Diese historischen Gesteinsnamen wurden mittlerweile von der IUGS durch Neubezeichnungen ersetzt, die dem Schema von Mitchell und Bergman (1991) Rechnung tragen und den tatsächlich vorhandenen Mineralbestand berücksichtigen:
| Historischer Gesteinsname | Neubezeichnung                            |
| ------------------------- | ----------------------------------------- |
| Wyomingit                 | Diopsid-Leucit-Phlogopit-Lamproit         |
| Orendit                   | Diopsid-Sanidin-Phlogopit-Lamproit        |
| Madupit                   | Diopsid-Madupit-Lamproit                  |
| Cedricit                  | Diopsid-Leucit-Lamproit                   |
| Mamilit                   | Leucit-Richterit-Lamproit                 |
| Wolgidit                  | Diopsid-Leucit-Richterit-Madupit-Lamproit |
| Fitzroyit                 | Leucit-Phlogopit-Lamproit                 |
| Verit                     | Hyalo-Olivin-Diopsid-Phlogopit-Lamproit   |
| Jumillit                  | Olivin-Diopsid-Richterit-Madupit-Lamproit |
| Fortunit                  | Hyalo-Enstatit-Phlogopit-Lamproit         |
| Cancalit                  | Enstatit-Sanidin-Phlogopit-Lamproit       |

Es bestehen somit zwei Grundtypen von Lamproiten: Phlogopit-Lamproite und Madupit-Lamproite.
Madupit-Lamproite (bzw. madupitische Lamproite) führen Phlogopit in der Grundmasse.

## Entstehung
Lamproite entstehen im Oberen Erdmantel als partielle Schmelzen, wobei die Entstehungstiefe unterhalb von 150 Kilometer liegen kann. Die Schmelze steigt in vulkanischen Röhren zur Oberfläche. Bei ihrem Aufstieg kann sie Diamanten und Gesteinseinschlüsse der umgebenden peridotitischen Mantelgesteine mitreißen (meist Harzburgit, aber auch Eklogit, der die Diamantbildung stabilisiert).
Die komplexen mineralogischen und chemischen Zusammensetzungen von Lamproiten im Vergleich zu den gewöhnlichen, im IUGS-System einfach klassifizierbaren Magmatiten erklären sich durch sehr variable Metasomatosen in ihrer Aufschmelzzone, durch unterschiedliche Tiefenbereiche und Ausmaße des partiellen Aufschmelzens und durch eine weit fortgeschrittene Magmendifferentiation.
Neuere Forschungsergebnisse, insbesondere der Bleiisotopen-Geochemie, deuten darauf hin, dass Lamproite womöglich Schmelzen aus der Übergangszone zur subduzierten Lithosphäre darstellen, welche unterhalb des Lithosphärenmantels eingekeilt wurde. Diese Vermutung bringt die recht große Aufschmelztiefe und die eigenartige geochemische Zusammensetzung von Lamproiten besser in Einklang, d. h. das Aufschmelzen von Gesteinen mit noch felsischen Zusammensetzungen jedoch unter den Bedingungen des tieferen Mantels.

## Ökonomische Bedeutung

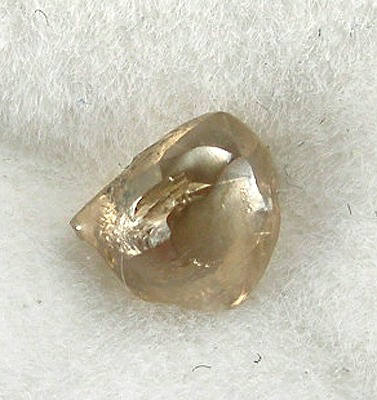
Diamant aus einem kreidezeitlichen Lamproit, Crater of Diamonds State Park, Arkansas

Diamanthaltige Lamproite sind eine wichtige Quelle der Diamantproduktion. Die wirtschaftliche Bedeutung von Lamproiten war 1979 durch die Entdeckung der Argyle-Diamantenmine in Kimberley, Westaustralien offensichtlich geworden. Dies führte weltweit zu einer Neuuntersuchung und Neueinstufung bereits bekannter Lamproitvorkommen. Zuvor galten nur Kimberlite als ökonomische Ausgangsgesteine der Diamantenproduktion.
Bis jetzt ist die Argyle-Diamantenmine die einzige wirtschaftliche Diamantenmine auf Lamproitbasis. Ihr Diamantgehalt ist sehr hoch, aber die Mehrzahl der gefundenen Steine besitzt nur mindere Qualität. Die meisten Steine gehören zum E-Typus und stammen ursprünglich aus Eklogiten. Sie wurden bei sehr hohen Temperaturen um 1400 °C gebildet. Recht selten kommen auch rosafarbene Steine vor.
Diamanten finden sich auch gelegentlich in pyroklastischen Ablagerungen lamproitischer Zusammensetzung sowie in lamproitischen Ganggesteinen. Die Diamanten liegen in ihnen als Fremdkristalle (Xenokristalle) vor und wurden durch die Lamproitintrusionen bis kurz unter oder direkt an die Oberfläche befördert.
Weitere Vorkommen diamanthaltiger Lamproite sind beispielsweise Prairie Creek im Crater of Diamonds State Park bei Murfreesboro in Arkansas, Majhgawan in Indien und Bobi-Segeula in der Elfenbeinküste.

## Fundstellen
- Antarktis:
  - Gaußberg
- Australien:
  - Argyle-Diamantenmine, Kimberley, Westaustralien
  - Fitzroy River, Kimberley, Westaustralien – Fitzroyit
  - Mamilu Hill, Kimberley, Westaustralien – Mamilit
  - Mount Cedric, West Kimberley, Westaustralien – Cedricit
  - Wolgidee Hills, Kimberley, Westaustralien – Wolgidit
- Elfenbeinküste:
  - Bobi-Segeula
- Frankreich:
  - Korsika (Korsische Magmenprovinz):
    - Sisco-Lamproit – 14,2 Millionen Jahre BP[6]
- Indien:
  - Majhgawan
- Italien:
  - Toskanische Magmenprovinz:
    - Montecatini Val di Cecina – 4,1 Millionen Jahre BP
    - Orciatico – 4,1 Millionen Jahre BP
    - Monte Cimino – 1,43 bis 0,97 Millionen Jahre BP
    - Torre Alfina – 0,88 Millionen Jahre BP

- Spanien:
  - Cabezo Negro de Zeneta

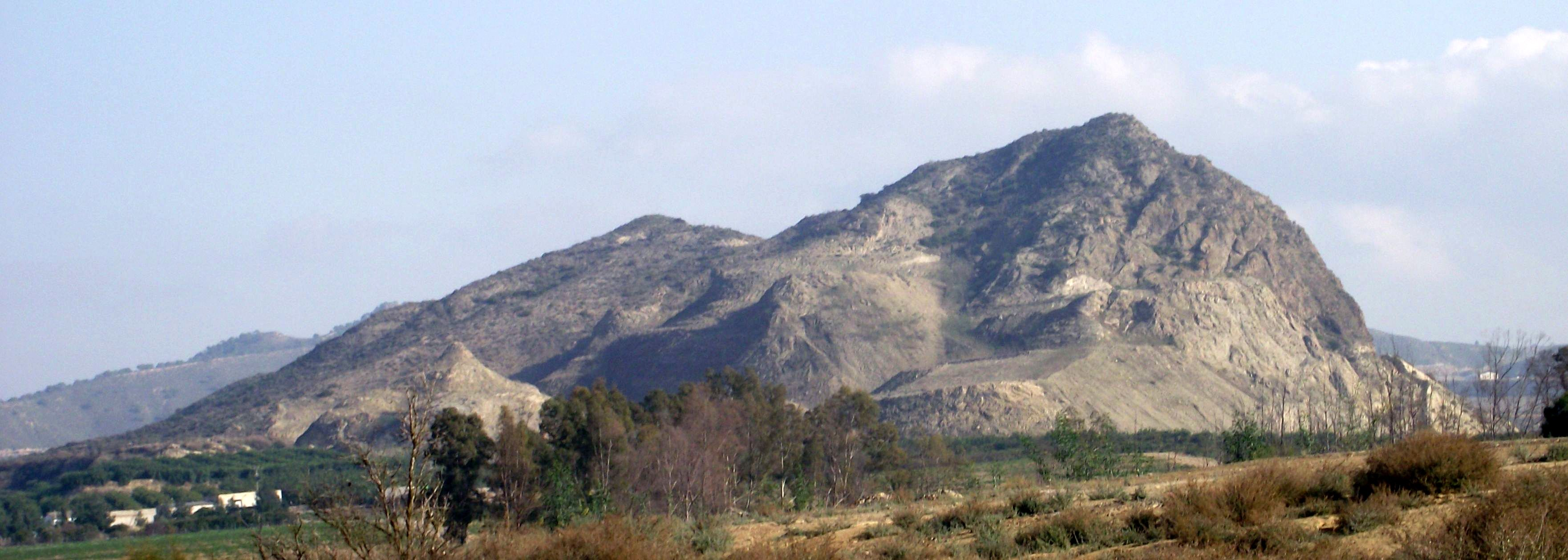
Der lamproitische Vulkan Cabezo Negro de Zeneta bei Murcia

  - Cancarix, Sierra de las Cabras – Cancalit – 7,0 Millionen Jahre BP
  - Fortuna bei Murcia – Fortunit – 7,1 Millionen Jahre BP
  - Jumilla bei Murcia – Jumillit – 6,8 Millionen Jahre BP
  - Vera, Cabo de Gata – Verit – 6,4 Millionen Jahre BP
- Vereinigte Staaten von Amerika:
  - Arkansas:
    - Crater of Diamonds State Park

  - Montana:
    - Smoky Butte

  - Utah:
    - Moon Canyon

  - Wyoming:
    - Leucite Hills – Wyomingit
    - Orenda Butte, Leucite Hills – Orendit
    - Sweetwater County (Leucite Hills) – Madupit